# Aechmea magdalenae
Aechmea magdalenae là một loài thực vật có hoa trong họ Bromeliaceae. Loài này được (André) André ex Baker mô tả khoa học đầu tiên năm 1889.